# Madness (album)
Madness è un album discografico di raccolta del gruppo musicale ska/pop britannico dei Madness, pubblicato nel 1983.

## Tracce
1. Our House
2. Tomorrow's (Just Another Day)
3. It Must Be Love
4. Primrose Hill
5. Shut Up
6. House of Fun
7. Night Boat to Cairo
8. Rise and Fall
9. Blue Skinned Beast
10. Cardiac Arrest
11. Grey Day
12. Madness (Is All in the Mind)

## Formazione
- Graham McPherson (Suggs) – voce
- Mike Barson (Monsieur Barso) – tastiere
- Chris Foreman (Chrissie Boy) – chitarra
- Mark Bedford (Bedders) – basso
- Lee Thompson (Kix) – sassofono, voce
- Daniel Woodgate (Woody) - batteria
- Cathal Smyth (Chas Smash) – tromba, voce